# Vitagraph Studios
Vitagraph Studios, també coneguda com a Vitagraph Company of America, va ser una companyia cinematogràfica dels Estats Units. Va ser fundada per J. Stuart Blackton i Albert E. Smith el 1897 a Brooklyn, Nova York, amb el nom d'American Vitagraph Company. Va ser adquirida per la Warner Bros el 1925.

## Fundació de la companyia
Albert Smith i J. Stuart Blackton, eren dos emigrants anglesos que es conegueren gràcies a la seva afició a la màgia. Més tard també coneixerien un alter mag major que ells: Ronald Reader. El 1894 van formar un espectacle en el qual Reader era prestidigitador, Smith il·lusionista i Blackton caricaturista, és a dir, dibuixava de manera molt ràpida en una pissarra la caricatura de qualsevol. Com que l'espectacle no tenia gaire èxit, Reader els va abandonar i els altres dos combinaven aquesta feina amb altres. Blackton treballava com a caricaturista independent per a diferents diaris i un dia del 1896 el New York Evening World el va enviat a entrevistar Thomas Edison i fer uns esquetxos sobre el seu nou projector cinematogràfic. A Edison li van agradar tant els esquetxos que els va filmar amb el seu projector fent guanyar a Blackton cert prestigi en la seva especialitat.
A rel de l'entrevista, Smith i Blackton van pensar que podrien millorar el seu espectacle amb projeccions de cinema i van comprar un Vitascopi a Edison. Smith era un bon mecànic i després d'estudiar el mecanisme va dissenyar una càmera per fer pel·lícules. Aviat van descobrir que la projecció de les pel·lícules cridava molt més l'atenció que la resta de l'espectacle i van decidir fundar una empresa cinematogràfica que van anomenar American Vitagraph Company, en la qual van donar un càrrec menor a Reader. Més tard. el 1899, se’ls va unir un tercer soci amb experiència en el món del cinema i de més edat, el distribuïdor William "Pop" Rock.

## Inicis

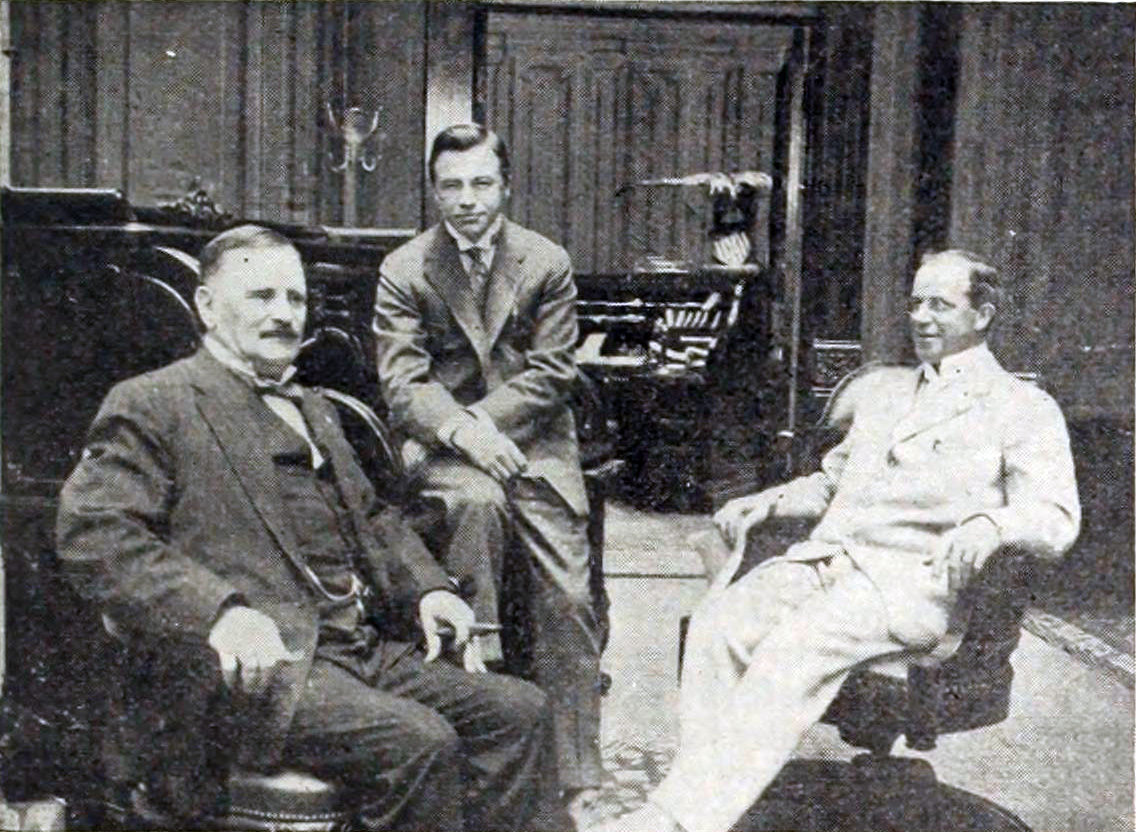
William T. Rock, Albert E. Smith, and J. Stuart Blackton. en una fotografia apareguda al The Moving Picture World

El primer estudi de la companyia estava situat en el terrat de 140 Nassau Street (cantonada amb Beekman Street), a Manhattan. Allà van rodar la seva primera pel·lícula, "The Burglar on the Roof", el 1897. Més endavant el van traslladar a Brooklyn.
Les primeres gravacions d'èxit van ser reportatges: les càmeres de la Vitagraph van recollir els esdeveniments de la Guerra hispano-estatunidenca el 1898. Aquells curtmetratges van constituir els primers exemples de propaganda cinematogràfica i alguns constituïen autèntics muntatges que es projectaven com a esdeveniments reals. Així, la batalla de la badia de Santiago es va filmar en una banyera improvisada, amb el fum de la batalla proporcionat pel cigar de la senyora Blackton. El 1897 Vitagraph va produir “The Humpty Dumpty Circus”, que és la primera pel·lícula filmada usant la tècnica del stop-motion.
La competència de la Vitagraph i altres empreses similars van provocar que l'Edison iniciés demandes judicials pels drets de patent. L'anomenada guerra de les patents va durar a prop de 10 anys i va acabar el 1909 amb l'acord de les 10 companyies més importants (entre les quals hi havia la Vitagraph) de formar el trust de la Motion Picture Patents Company (MPPC) que agrupava els distribuïdors, productors i projectors que tributaven els quals podien utilitzar qualsevol patent del trust sempre que es pagués al propietari de la patent una tarifa. A més, i cap teatre podria aconseguir cap pel·lícula de cap de les “majors” si no era a través de la distribuïdora del trust, la General Film company.
El 1905 va obrir el seu propi estudi a l'àrea de Flatbush a Brooklyn i va començar a formar una companyia estable d'actors i directors.

## Temps d'èxit

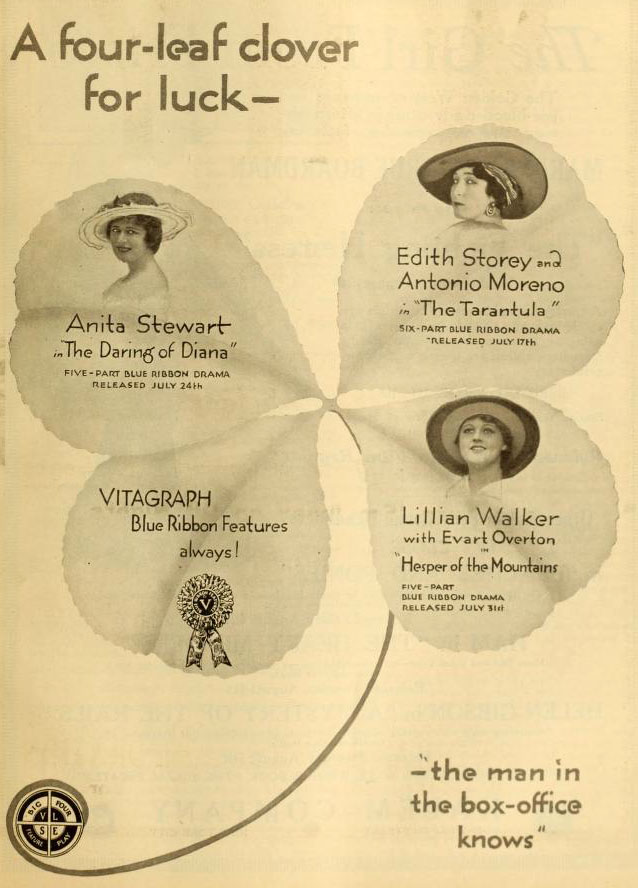
Anunci aparegut al Moving Picture World promocionant la Vitagraph amb tres de les seves actrius (Edith Storey, Anita Stewart i Lillian Walker)

Cap el 1907, la Vitagraph era la companyia més prolífica del país, produint moltes pel·lícules d'èxit. Va ser la primera companyia a tenir un elenc estable d'estrelles molts dels quals provenien del teatre. Les seves principals estrelles eren Florence Turner (una de les primeres actrius de les que es reconeixia el nom, “The Vitagraph Girl”, i que va donar inici a l'star-system), Maurice Costello, Harry T. Morey, Viola Dana, Dolores Costello, Norma Talmadge o John Bunny, que era el còmic més reconegut del moment. Altres grans actrius que també va formar part de la companyia en algun moment foren Mabel Normand, Florence Lawrence o Clara Kimball Young.
També va ser la primera companyia a rodar clàssics de Dickens o de Shakespeare. Per exemple, la primera adaptació de “Les Miserables” amb Maurice Costello com a Jean Valjean, filmada en quatre bobines que es van anar distribuint entre el setembre i novembre de 1909. El 2 de juliol de 1910, un incendi va destruir virtualment tots els negatius que la companyia havia filmat d'ençà 1896. El 1911 va produir la primera pel·lícula d'aviació “The Military Air-Scout”, dirigida per William J. Humphrey.
Amb "The Life of Moses", Vitagraph va rodar la primera d'un seguit de pel·lícules bíbliques. Aquesta es va estrenar en cinc parts entre el desembre de 1909 i el febrer de 1910. L'any següent, VItagraph va estrenar pel·lícules encara més llargues com "A Tale of Two Cities" i "Vanity Fair". "A Tale of Two Cities" es va estrenar en 3 parts però "Vanity Fair" es va estrenar com una pel·lícula de 3 bobines a la vegada. Fent això Vitagraph va fer un pas important respecte als seus competidors acceptant que l'audiència volien veure pel·lícules més llargues que no pas una bobina i van fer el primer pas cap a la producció dels llargmetratges.
També va ser una pel·lícula pionera en associar el seu nom i el seu logo a les pel·lícules i a distribuir pòsters amb fotogrames d'aquestes als projeccionistes.
El 1913 va establir un nou estudi a la costa est dels Estats Units, a Santa Monica i més tard a Hollywood.
Amb l'aposta per les pel·lícules més llargues, la Vitagraph va créixer de manera important i va decidir distribuir part de les seves pel·lícules pel seu compte tot i que la General Film Company va continuar distribuint els curts. Cap el 1915, van veure necessari fundar una nova companyia de distribució i la Vitagraph, conjuntament amb Lubin, Selig i Essanay van establir la V-L-S-E (les inicials de les quatre empreses) per distribuir els seus llargmetratges. El 1919 Vitagraph va comprar el que quedava de la Kalem Company.
"Pop" Rock va morir el 1916 deixant Smith i Blackton al capdavant de la companyia. Poc després, el 1917, Blackton va abandonar la Vitagraph per fer de productor independent però va retornar a l'estudi al 1923. En aquell moment la companyia havia perdut molta importància, tot i que mantenia contracte amb alguns actors importants com Antonio Moreno o Larry Semon i produïa pel·lícules d'èxit com Black Beauty (1921) o Captain Blood (1924)

## Adquisició per la Warner Bros
Abans dels anys 20, altres noves companyies comencen a prendre terreny a la Vitagraph. L'abril de 1925 la companyia i totes les seves subsidiàries va ser adquirida per la Warner Bros. Els estudis de Flatbush va ser reanomenats Vitaphone i usats com una unitat independent de la Warner. El nom de Vitagraph va ser reaprofitat en la dècada de 1960 però segurament va ser per protegir la propietat dels noms llargament no utilitzats.

## Selecció de pel·lícules
- The Burglar on the Roof (1897)
- The Enchanted Drawing (1900)
- Adventures of Sherlock Holmes (1905)
- Humorous Phases of Funny Faces (1906)
- The Automobile Thieves (1906)
- A Curious Dream (1907) (amb Mark Twain com a actor)
- The Thieving Hand (1908)
- Macbeth (1908)
- Romeo and Juliet (1908)
- Antony and Cleopatra (1908)
- Oliver Twist (1909)
- Princess Nicotine; or, The Smoke Fairy (1909)
- Les Misérables (1909)
- A Midsummer Night's Dream (1909)
- Jephtah's Daughter: A Biblical Tragedy (1909)
- Uncle Tom's Cabin (1910)
- Indiscretions of Betty (1910)
- Jean and the Calico Doll (1910)
- Jean the Match-Maker (1910)
- A Tin-Type Romance (1910)
- St. Elmo (1910)
- Vanity Fair (1911)
- Her Crowning Glory (1911)
- The Military Air-Scout (1911)
- Little Nemo (1911)
- A Tale of Two Cities (1911)
- All for a Girl (1912)
- Captain Jenks' Dilemma (1912)
- A Cure for Pokeritis (1912)
- Bunny Dips Into Society (1913)
- Beau Brummel (1913)
- A Florida Enchantment (1914)
- My Official Wife (1914)
- Gertie the Dinosaur (1914)
- A Little Madonna (1914)
- The Battle Cry of Peace (1915)
- Hearts and the Highway (1915)
- The Combat (1916)
- Lights of New York (1916)
- Mrs. Dane's Danger (1916)
- The Fighting Trail (1917)
- The Glory of Yolanda (1917)
- Her Right to Live (1917)
- Dunces and Dangers (1918)
- The Triumph of the Weak (1918)
- A Woman in the Web (1918)
- A Rogue's Romance (1919)
- Smashing Barriers (1919)
- The Star Boarder (1919)
- Thin Ice (1919)
- The Third Degree (1919)
- Tootsies and Tamales (1919)
- A Yankee Princess (1919)
- Black Beauty (1921)
- Cousin Kate (1921)
- The Heart of Maryland (1921)
- The Inner Chamber (1921)
- Lucky Carson (1921)
- The Little Minister (1922)
- The Man from Downing Street (1922)
- The Ninety and Nine (1922)
- On the Banks of the Wabash (1923)
- Between Friends (1924)
- Captain Blood (1924)
- Let Not Man Put Asunder (1924)
- Baree, Son of Kazan (1925)